# Parco dei Principi
Parco dei Principi (in francese Parc des Princes o Parc-des-Princes, più formalmente Stade du Parc des Princes) è il nome di tre impianti sportivi polivalenti francesi di Parigi, edificati in successione tra il 1897 e il 1972 sulla stessa area di circa 60000 m² nel XVI arrondissement, nella periferia sudoccidentale della città al confine con Boulogne-Billancourt.
Laddove i primi due manufatti erano, oltre che stadi, anche velodromi, tale ultima caratteristica non fu prevista nel più recente, e tuttora in uso, impianto costruito tra il 1967 e il 1972 su progetto degli architetti Roger Taillibert e Siavash Teimouri, che con i suoi quasi 48000 posti a sedere è il quinto stadio di Francia per capienza.
Tra il 1972 e il 1997, anno dell'inaugurazione dello Stade de France, il Parco dei Principi fu la più importante struttura sportiva del Paese in quanto stadio di elezione sia della nazionale francese di calcio sia di quella di rugby a 15 che in tale sede disputava gli incontri del Cinque Nazioni.
Nel corso dei suoi 49 anni di operatività a tutto il 2021 ha ospitato, a livello internazionale, due edizioni del campionato europeo (nel 1984, della cui finale fu anche sede, e nel 2016), un'edizione del campionato mondiale di calcio (nel 1998, compresa la finale per il terzo posto) e, più recentemente, il mondiale di calcio femminile 2019; due edizioni della coppa del Mondo di rugby (nel 1991 e nel 2007, in cui fu sede della finale di consolazione) e un'edizione della coppa del Mondo di rugby a 13 (1972).
A livello di club invece ha ospitato le finali delle tre maggiori competizioni dell'UEFA (le Coppe dei Campioni 1974-75 e 1980-81, la Coppa delle Coppe 1977-78 e 1994-95 e la Coppa UEFA 1997-98), nonché la finale di Coppa Europa di rugby (2000-01). Nella configurazione precedente all'attuale aveva ospitato gare del campionato mondiale di calcio 1938 e la finale del campionato europeo di calcio 1960, nonché la finale di Coppa dei Campioni 1955-56, quella del Torneo FIRA di rugby a 15 1937 e quella della coppa del Mondo di rugby a 13 1954.
In occasione delle olimpiadi parigine del 2024, il Parco dei Principi ne ha ospitato le finali (sia maschile che femminile) del relativo torneo calcistico.
Lo stadio è di proprietà della municipalità di Parigi che dal 1988 ne delega la gestione alla S.E.S.E. (in francese Société d'Exploitation Sports et Evénements), una compagnia già facente parte dal 1992 del gruppo Canal+ e dal 2013 di proprietà di Qatar Sport Investments, società capofila del club calcistico del Paris Saint-Germain, che al Parco dei Principi disputa i suoi incontri interni.

## Storia

### Il Parco dei Principi originale

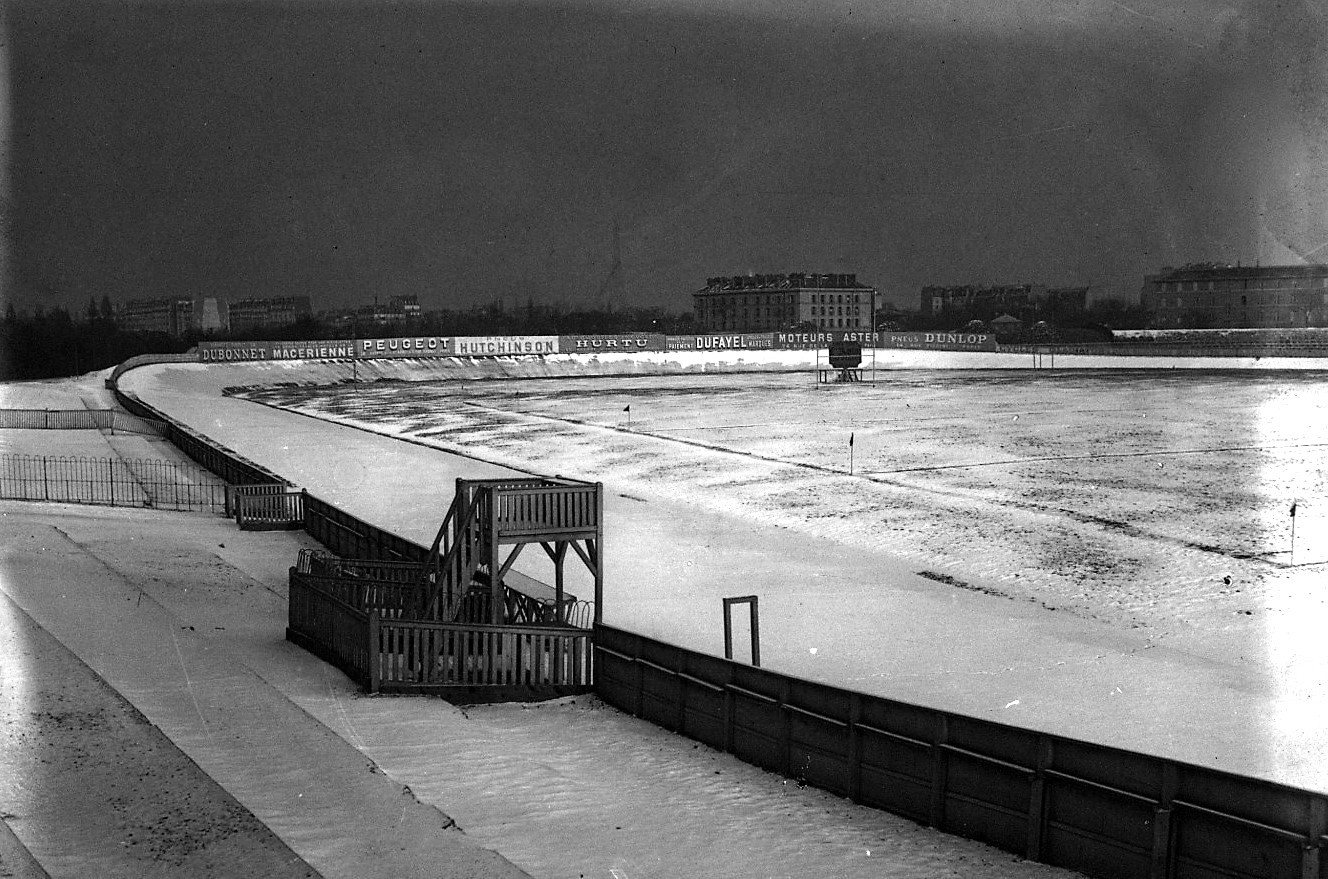
Il primo Parco dei Principi nel 1908

La zona del Parco dei Principi è un'area, oggi facente parte del comune di Boulogne-Billancourt, utilizzata prima della Rivoluzione come terreno privato di caccia e di diporto da parte dei re di Francia e dei principi reali. Si ritiene che il nome Parc des Princes derivi proprio da tale uso, anche una volta che il parco, passato allo Stato, divenne meta della borghesia parigina. Parte del territorio del parco passò nella giurisdizione della municipalità di Parigi nel 1860 per decreto amministrativo di accorpamento comunale di Napoleone III.
Il primo stadio del Parco dei Principi fu un velodromo, inaugurato il 19 luglio 1897 sebbene con limitazioni all'accesso per ragioni di sicurezza, cosa che ne ridusse l'ingresso a 7 000 spettatori; una settimana più tardi tali limitazioni caddero e la prima riunione di ciclismo che ivi ebbe luogo si svolse davanti a 15 000 spettatori.
Il 14 novembre di quello stesso anno ebbe luogo al Parco dei Principi il primo incontro di rugby, un'amichevole tra una selezione cittadina chiamata Union athlétique du 1er arrondissement contro gli inglesi dello Swindon R.F.C. e il 26 dicembre fu la volta del calcio, disciplina nella quale si affrontarono anche in tale occasione una compagine parigina, il Club Français, contro una squadra d'Oltremanica, i londinesi English Ramblers.
La nazionale francese di rugby esordì il 1º gennaio 1906 disputando in tale stadio un test match contro la Nuova Zelanda; un anno prima, il 12 febbraio 1905 quella di calcio vi aveva disputato contro la Svizzera il suo primo incontro interno, secondo assoluto della sua storia.
Dopo le olimpiadi di Parigi del 1924, in cui il Parco dei Principi non fu utilizzato, il comune di Parigi firmò un accordo di concessione quarantennale dello stadio alla rivista sportiva l'Auto (in seguito confluita nel quotidiano L'Équipe) con un canone pari al 4% dei ricavi.

### Il secondo Parco dei Principi

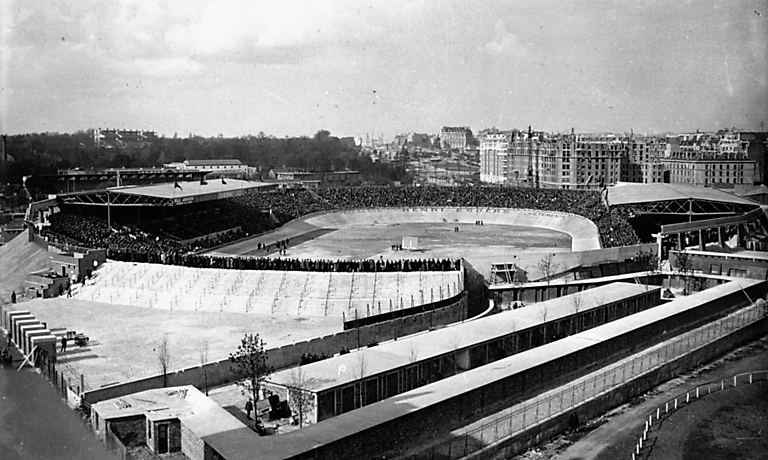
Il secondo Parco dei Principi nel 1932

Nell'estate del 1931 iniziarono i lavori per la ricostruzione dello stadio/velodromo, che durarono nove mesi: il secondo Parco dei Principi, anch'esso dotato di pista da ciclismo lunga 454,534 m, fu inaugurato il 23 aprile 1932. La pista, in cemento, era colorata di rosa per evitare riverberi al sole e quattro mesi più tardi accolse per la prima volta l'arrivo del Tour de France; fino al 1967, anno in cui arrivò per primo Raymond Poulidor, il Parco dei Principi fu sede dell'ultimo atto della Grande Boucle.
Il 9 ottobre successivo vi si tenne il primo incontro di calcio, un'amichevole tra Red Star e gli spagnoli dell'Athletic Bilbao vinto 4-2 dalla compagine parigina, e due settimane più tardi fu anche la volta della prima gara ufficiale, l'incontro di campionato tra RC Paris e Mulhouse.
A marzo 1933 fu la volta della prima partita di rugby nel nuovo impianto, una vittoria per 38-17 della Francia contro la Germania; nel 1937 Parigi ospitò la seconda edizione della Coppa Europa di rugby e la finale, che vide di fronte la squadra di casa, vittoriosa per 43 a 5 contro l'Italia, si tenne proprio al Parco dei Principi, nell'unica occasione in cui gli Azzurri giocarono a Parigi prima dell'ingresso nel Sei Nazioni nel 2000.

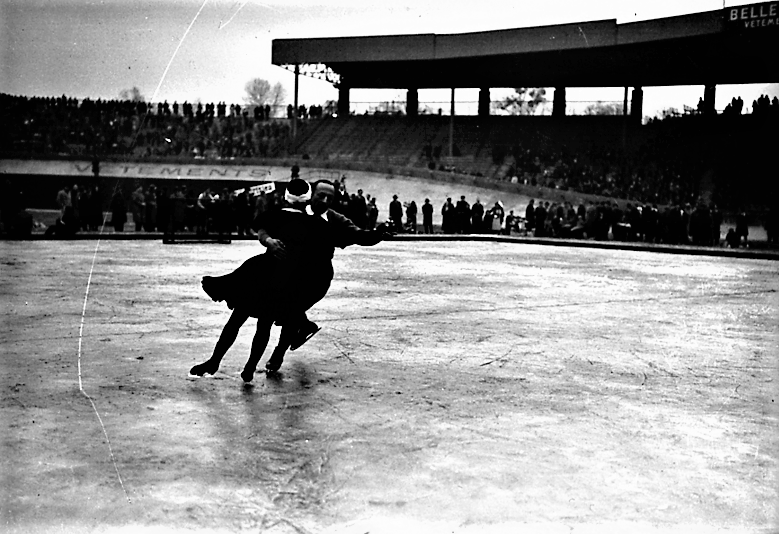
Pattinaggio sulla pista artificialmente ghiacciata dello stadio nel gennaio 1933

Nel 1938 lo stadio fu tra quelli che accolsero diversi incontri del III campionato mondiale di calcio organizzato dalla Francia: al Parco dei Principi si svolse, tra le altre partite, una delle due semifinali, quella che vide l'Ungheria battere 5-1 la Svezia.
Il vecchio Parco dei Principi vide anche discipline normalmente non connaturate alla sua tipologia di impianto all'aperto: il 29 gennaio 1933, infatti, furono di scena gli sport invernali, con un'esibizione di pattinaggio di figura e due incontri di hockey su ghiaccio, uno femminile e uno maschile, grazie alla realizzazione artificiale di una pista congelata; inoltre, il 10 dicembre 1938, vi si svolse un incontro di football americano, disciplina introdotta in Francia dalle truppe statunitensi alla fine della Grande Guerra: due selezioni a stelle e strisce, All Stars e New York, si sfidarono in amichevole di fronte a 25 000 spettatori, buona parte dei quali costituiti dalla colonia nordamericana a Parigi. Dopo la seconda guerra mondiale, il 25 luglio 1948 l'arrivo al Parco dei Principi del Tour de France fu il primo evento sportivo ripreso in diretta televisiva; a vincere quell'edizione fu l'italiano Gino Bartali.
Nel 1951, oltre alla ridiscussione del canone annuale dello stadio, la società concessionaria dell'impianto si impegnò all'elettrificazione dello stesso; ad aprile di quell'anno, grazie a tali lavori, si tenne il primo incontro in notturna nello stadio, un'amichevole di calcio tra il Racing Club e una squadra brasiliana. Nel 1954 la Francia organizzò la prima edizione della Coppa del mondo di rugby a 13 e il Parco dei Principi ospitò la gara, originariamente non prevista, di spareggio tra Francia e Gran Bretagna giunte in testa alla classifica finale a pari punti. I padroni di casa furono sconfitti 12-16 davanti a 30 368 spettatori.
Il 1956 vide lo stadio ospitare la finale della prima edizione assoluta della Coppa dei Campioni di calcio: il Real Madrid fu il primo club campione d'Europa battendo 4-3 i francesi dello Stade Reims. A luglio 1960 fu teatro di una delle semifinali e della successiva finale della prima edizione del campionato europeo di calcio: l'Unione Sovietica si laureò campione europeo battendo 2-1 la Jugoslavia.
Gli anni tra il 1967 e il 1970 furono quelli di progressivo disarmo dello stadio, ormai destinato alla demolizione — seppure a fasi successive — e alla ricostruzione: la pista di ciclismo fu demolita il giorno successivo alla vittoria del citato Poulidor al Tour de France 1967; già in precedenza, per far posto a un viale di circonvallazione periferico tra le porte di Saint-Cloud e d'Auteuil, era stata abbattuta una delle tribune dell'impianto; inoltre, le nuove esigenze costruttive rendevano impossibile la ricostruzione della pista; il nuovo stadio quindi sarebbe stato destinato solo a sport sull'erba come calcio e rugby. Le attività nell'impianto andarono avanti fino al 1970 con le strutture esterne in fase di progressivo smantellamento e demolizione: l'ultimo incontro in assoluto a esservi disputato prima del definitivo abbattimento fu, il 14 giugno 1970, la finale del campionato nazionale di calcio dilettanti tra i Pierrots di Strasburgo e il Montélimar davanti a poco più di 2 000 spettatori.

### Il Parco dei Principi attuale

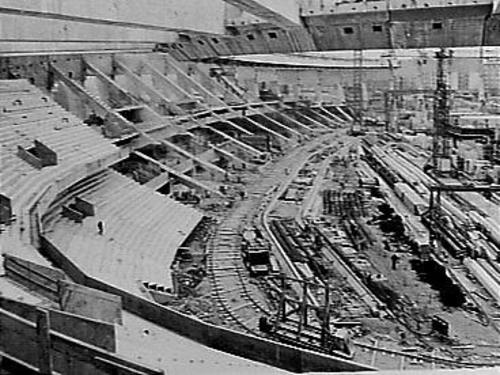
Fase di costruzione del Parco dei Principi, marzo 1971

Il nuovo stadio, affidato all'esperto architetto francese Roger Taillibert, già ideatore di altri impianti sportivi nel Paese come il centro di allenamento d'altura a Font-Romeu, e realizzato dall'impresa Bouygues Construction con la collaborazione ingegneristica di Boussiron, esperta in manufatti in cemento armato, aprì ufficialmente i battenti il 25 maggio 1972 con un incontro delle qualificazioni europee al torneo calcistico delle Olimpiadi di Monaco di Baviera di quell'anno: l'URSS batté 3-1 la Francia Olimpica con goal di Mačaidze, primo marcatore ufficiale nell'impianto, e doppietta di Blochin contro un goal francese di Tonnel.
Poche settimane più tardi, il 4 giugno, vi si tenne il primo incontro ufficiale di club, la finale di Coppa di Francia che vide l'Olympique Marsiglia battere 2-1 il Bastia davanti a circa 50000 spettatori, ovvero la capienza massima dell'impianto.
Nello stesso giorno, il 1º novembre 1972, si tenne di pomeriggio il primo incontro di rugby a 15 (amichevole tra il Béziers e i gallesi del Neath) e, in serata, il primo e l'unico incontro di rugby a 13 mai disputato al rinnovato Parco, il secondo turno di Coppa del Mondo tra Australia e Nuova Zelanda vinto dai Kangaroos per 9-5.

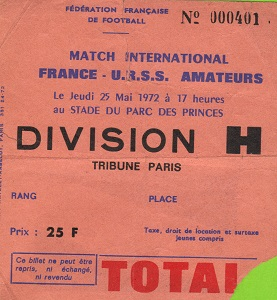
Biglietto della partita inaugurale del nuovo stadio tra le formazioni olimpiche di Francia e URSS

Il Cinque Nazioni 1973 vide esordire nel nuovo impianto anche la Francia del rugby a 15, che bagnò l'esordio con una vittoria e la successiva conquista del titolo finale benché, per la prima e unica volta nella storia del torneo, in condominio con le altre quattro contendenti. Fu l'avvio di un sodalizio sportivo che durò 25 stagioni sportive fino al 1997, durante le quali la Francia disputò 66 incontri al Parco dei Principi.
Il 10 ottobre 1973 fu invece il turno della Francia del calcio femminile, nata appena due anni prima, di esordire al Parco dei Principi: avversario per l'occasione fu l'Irlanda, battuta 4-0; marcatrici di giornata furono Armelle Binard, Michèle Wolf e Dominique Dewulf (2 gol per lei). Nel 1974 il club calcistico Paris Saint-Germain divenne ufficialmente conduttore dell'impianto, e un anno più tardi la Coppa dei Campioni vide in tale sede l'atto finale tra Bayern Monaco e Leeds Utd con vittoria 2-0 per i tedeschi. Sei anni più tardi ospitò la finale dell'edizione di quell'anno della stessa competizione, che vide il Liverpool vincere la sua terza Coppa dei Campioni battendo il Real Madrid 1-0 grazie a un gol di Alan Kennedy. Temporalmente a metà esatta tra i due citati eventi anche la Coppa delle Coppe, nel 1978, aveva avuto il suo atto conclusivo nell'impianto parigino: in quell'occasione i belgi dell'Anderlecht vinsero 4-0 sull'Austria Vienna con due gol ciascuno da Rensenbrink e Van Binst.
La Francia ospitò per la seconda volta, nel 1984, il campionato europeo di calcio: il Parco dei Principi fu sede di diverse gare tra cui quella di finale, che i padroni di casa vinsero 2-0 sulla Spagna con goal di Platini e Bellone.
Nel 1988 terminò la concessione del gruppo Perrier, che nel 1972 era succeduto all'Équipe; l'imprenditore Jean-Claude Darmon offrì alla Perrier di costituire una società in comune per concorrere alla concessione del Parco dei Principi; il progetto si realizzò e nacque così la S.E.S.E. (Société d'Exploitation Sports et Evénements) che da allora è concessionaria dell'impianto; la società nel 1992 passò al gruppo audiovisivo Canal+.
Benché la Coppa del Mondo di rugby 1991 fosse stata assegnata all'Inghilterra, tale federazione condivise la logistica della manifestazione con i Paesi limitrofi, e la Francia mise a disposizione alcuni stadi, tra cui lo stesso Parco dei Principi che ospitò un solo incontro, quello dei quarti di finale tra l'Inghilterra Paese organizzatore e la Francia squadra di casa nel frangente; gli inglesi in tale circostanza ebbero la meglio e vinsero 19-10.
Nel 1993, quando alla Francia fu affidata l'organizzazione del campionato mondiale di calcio 1998, fu ventilata l'ipotesi di abbattere una terza volta il Parco dei Principi per far spazio a una struttura più capiente; tuttavia a prevalere fu l'idea di edificare il nuovo stadio in un luogo differente, con la messa in cantiere nella banlieue dello Stade de France, edificato a Saint-Denis, comune confinante con la capitale.
Nelle more della costruzione del nuovo stadio, comunque, il Parco dei Principi continuò a essere il più importante impianto sportivo del Paese: nel 1995 accolse la finale di Coppa delle Coppe tra Saragozza e Arsenal, che vide gli spagnoli prevalere per 2-1; con il termine dei lavori allo Stade de France iniziò lo spostamento delle principali attività verso tale nuovo manufatto per via dei contratti di fruizione stipulati con le maggiori federazioni sportive francesi: a giugno la nazionale di calcio salutò il terreno del Parco dei Principi con un pareggio 2-2 contro l'Italia al Torneo di Francia (marcatori, nell'ordine, Zidane, Casiraghi, Djorkaeff e Del Piero), e a novembre la seguì quella di rugby a 15 in occasione del tour europeo del Sudafrica campione del mondo: il congedo coincise con una brutale sconfitta francese per 10-52.
Nonostante la presenza del nuovo stadio a pochi chilometri di distanza, il Parco dei Principi fu tra gli impianti ospiti del mondiale di calcio 1998. Un mese prima dell'avvio di tale competizione, tuttavia, in esso si tenne la finale di Coppa UEFA 1997-98, la prima in gara unica di tale competizione, grazie a cui divenne il primo stadio a ospitare, da sede designata, le finali delle tre maggiori competizioni europee dell'epoca. Protagonisti di tale gara – la più recente finale di un torneo UEFA di club ivi tenutasi – furono due italiane, l'Inter e la Lazio: il club milanese vinse 3-0 e si aggiudicò la sua terza Coppa. Al campionato mondiale del 1998 lo stadio contribuì con l'accoglienza di quattro incontri nella fase a gironi più due nelle fasi a eliminazione, tra cui la finale per il terzo posto che vide la Croazia sconfiggere 2-1 i Paesi Bassi.

#### La coesistenza con lo Stade de France
Il trasferimento delle maggiori attività internazionali allo Stade de France (Cinque Nazioni, dal 2000 Sei Nazioni, di rugby, incontri della nazionale di calcio, ecc.) lasciò libero l'impianto per l'attività di club che aveva svolto ininterrottamente dal 1974 con la prima stagione completa del Paris Saint-Germain.

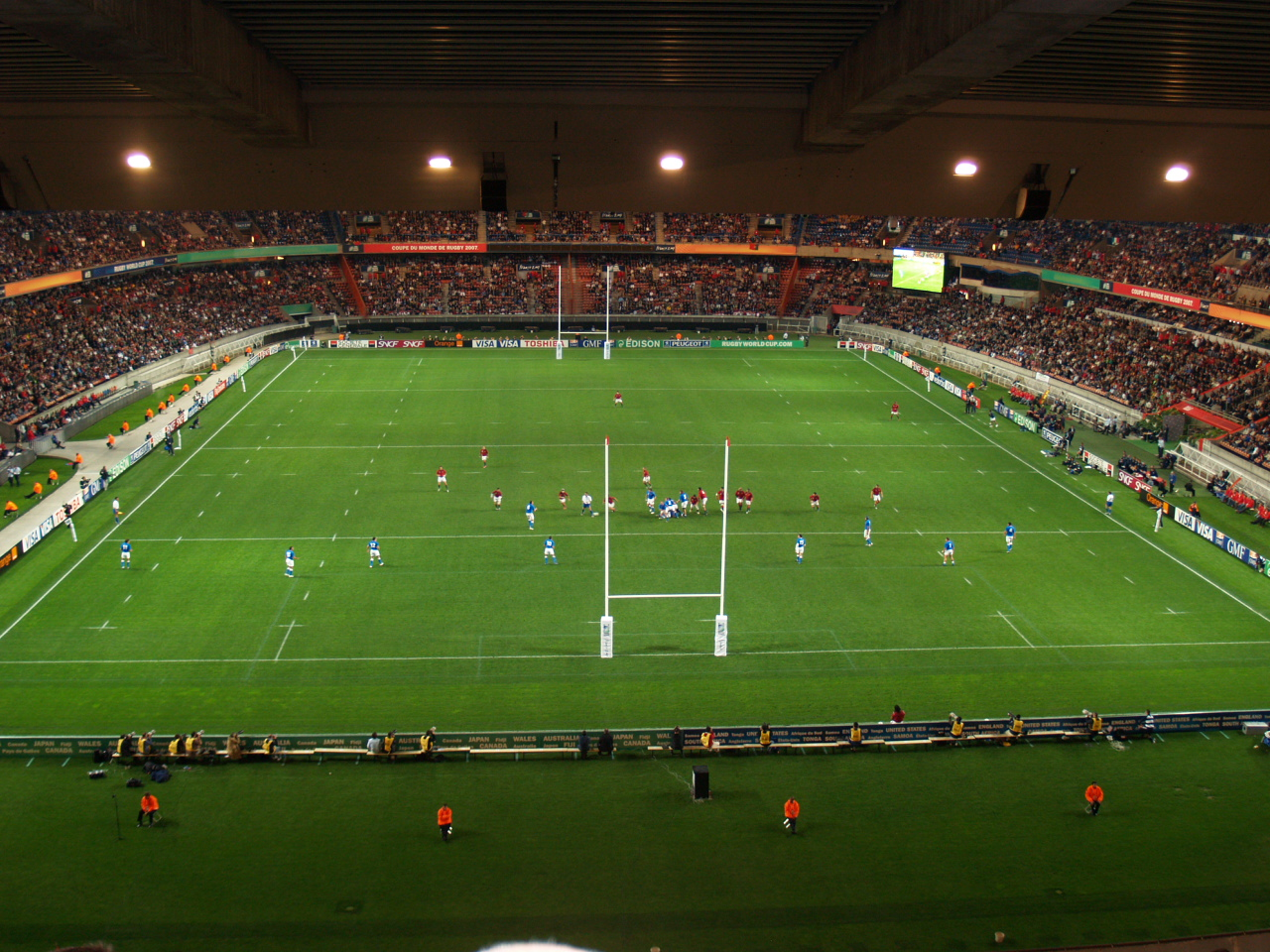
— alla

Nel frattempo, il comune di Parigi rinnovò nel 1999 la concessione con S.E.S.E. Max Guazzini, all'epoca proprietario dello Stade français, club di rugby che disputa le sue gare all'adiacente stadio Jean Bouin, propose al Paris Saint-Germain di condividere l'uso del Parco dei Principi al fine di avere sempre una partita in ogni fine settimana; il progetto incontrò resistenze per via delle preoccupazioni circa i danni al terreno causati da un incontro di rugby.
Nel 2001 tuttavia, ERC – l'organismo all'epoca responsabile delle competizioni europee di club – ottenne la concessione del Parco dei Principi per organizzarvi la finale della Heineken Cup, equivalente rugbistico della UEFA Champions League, che vide gli inglesi del Leicester battere 34-30 proprio lo Stade français davanti alla notevole affluenza di 45000 spettatori su circa 50000 di cui la struttura è capace; quando nel 2006 la società che possiede il Paris Saint-Germain rilevò direttamente la S.E.S.E. con tutta la concessione dello stadio, quindi rendendone il club conduttore de facto, si ridussero le opportunità per lo Stade français di essere ospitato dalla società calcistica sua concittadina; se ancora nel 2005 Guazzini era riuscito a organizzare tre incontri, di cui due delle fasi eliminatorie di Coppa Europa, semifinale e finale rispettivamente contro Newcastle e Biarritz con più di 80 000 spettatori complessivi, nel 2007 il PSG si rifiutò di concedere ulteriormente lo stadio al rugby di club, di nuovo con la motivazione di voler proteggere il terreno di gioco, alla quale lo Stade français ribatté che prima della successiva partita di calcio del PSG erano in programma circa 30 incontri tra 12 squadre impegnate in un torneo calcistico amatoriale nel recinto dello stadio che avrebbero potuto impattare sull'erba del campo in maniera più pesante di un singolo incontro di rugby.

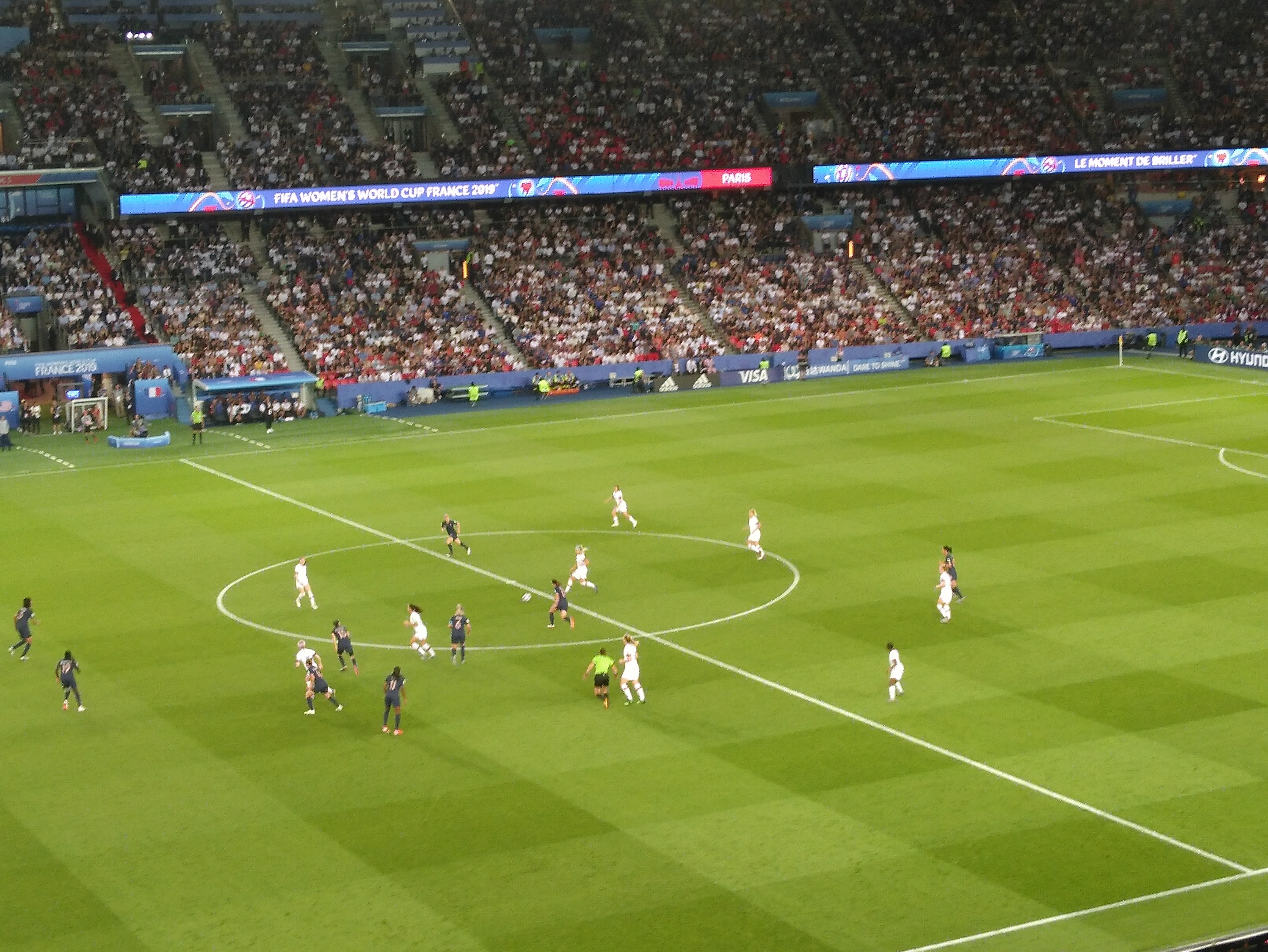
—, quarto di finale del mondiale di calcio femminile 2019

Il rugby internazionale, comunque, tornò nello stadio in occasione della disputa della Coppa del Mondo di rugby 2007 organizzata dalla Francia: il calendario prevedeva al Parco dei Principi la finale per il terzo posto, cui i francesi furono destinati dopo la sconfitta in semifinale contro l'Inghilterra: quindi, a distanza di 10 anni dalla loro ultima apparizione pianificata in tale stadio, vi tornarono per esservi sconfitti 10-34 dall'Argentina.
Un mese prima di tale incontro anche la Francia del calcio aveva fatto un'apparizione una tantum in tale impianto, la partita di qualificazione all'Europeo 2008 che la Scozia vinse 1-0, anche se non si tratta della più recente uscita sul quel terreno: sei anni più tardi, a ottobre 2013, i francesi vi sconfissero l'Australia 6-0 in un'amichevole di avvicinamento al mondiale 2014 in Brasile.
Un nuovo tentativo di Guazzini nel 2010 per cercare di ottenere il Parco dei Principi in caso di un eventuale raggiungimento della sua squadra della semifinale di Heineken Cup fu respinto dal Paris Saint-Germain; in un polemico comunicato lo Stade français stigmatizzò la mancanza di solidarietà e disponibilità del club calcistico mentre la stampa non mancò di ironizzare sul rifiuto sostenendo che grazie allo Stade français il Parco dei Principi avrebbe eventualmente ospitato una semifinale europea che al Paris Saint-Germain sfuggiva all'epoca da 13 anni.
Nel 2010 alla Francia fu affidata l'organizzazione del campionato europeo di calcio 2016, e il Parco dei Principi rientrava tra gli stadi proposti dal comitato organizzatore del torneo in sede di candidatura; essendo, all'epoca, praticamente lo stesso impianto di 38 anni prima, si resero comunque necessarie migliorie e aggiornamenti tecnici. Con un comunicato congiunto del giugno 2012 il Paris Saint-Germain e il comune di Parigi annunciarono l'intenzione di intraprendere lavori di miglioramento degli spazi destinati ai giocatori (spogliatoi, zone conforto, ecc.), abbattimento barriere architettoniche, rinnovo dell'area stampa e razionalizzazione della viabilità esterna all'impianto, comprensiva anche dell'installazione di barriere fonoassorbenti; al contempo il comunicato escluse un ampliamento di capacità, riservato altresì a un secondo momento posteriore alla fine del campionato europeo.

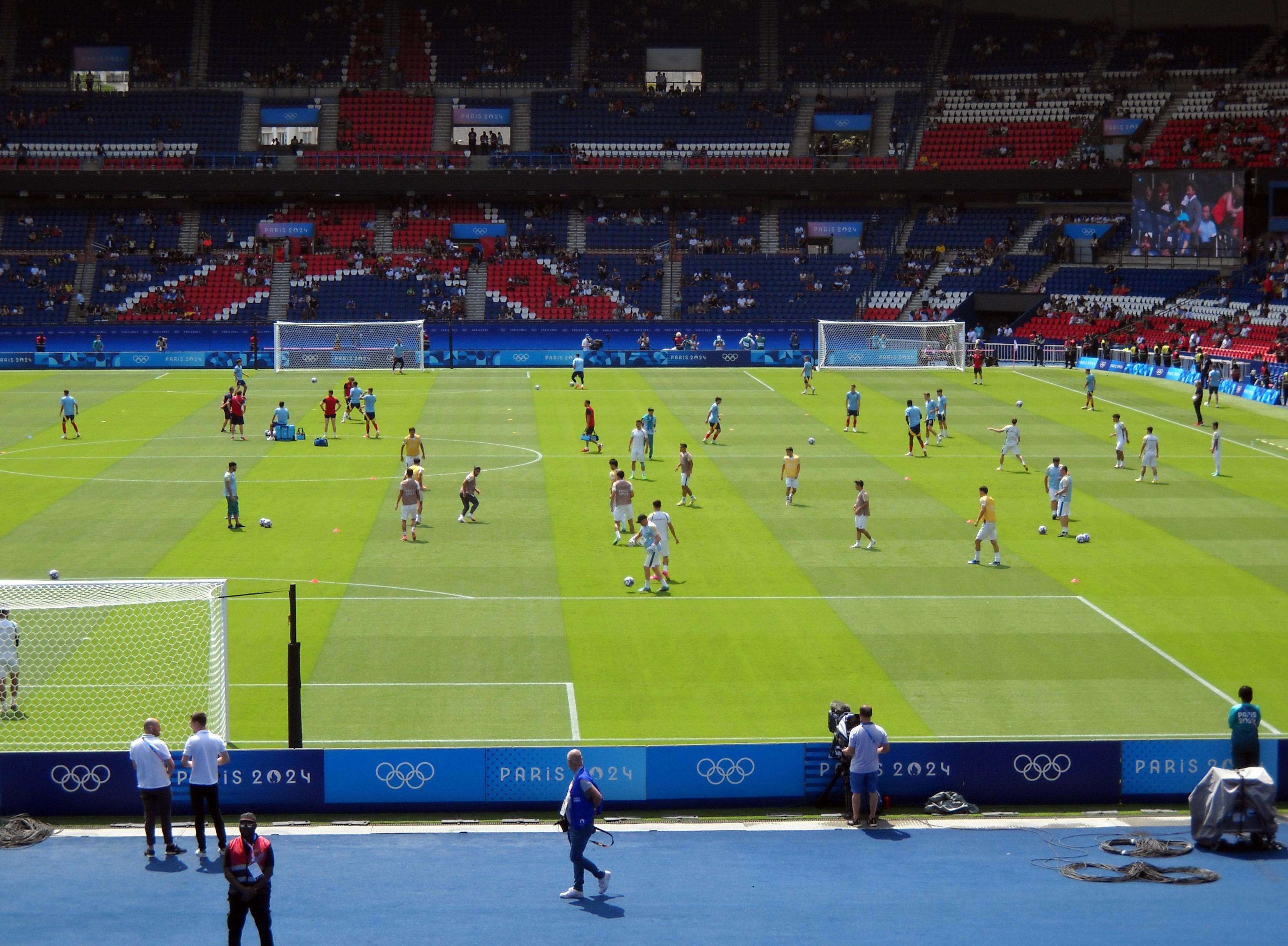
Una fase di – al torneo olimpico maschile 2024

Lo stadio ospitò alcuni incontri della fase a gironi e si congedò dalla competizione con la gara degli ottavi di finale tra Irlanda del Nord e Galles, decisa a favore di quest'ultimo da un'autorete del nordirlandese Gareth McAuley.
Il 2019 fu infine l'anno di una grande manifestazione internazionale femminile, il campionato mondiale di calcio che la Francia organizzò tra giugno e luglio: al Parco dei Principi, secondo impianto più capiente del torneo dopo il Parco olimpico di Lione che fu sede della finale, furono riservati sette incontri, cinque dei quali nella fase a gironi: l'ultimo incontro che ospitò fu il quarto di finale tra la Francia e gli Stati Uniti: davanti a 45 595 spettatori le americane si imposero 2-1 con due gol di Megan Rapinoe solo parzialmente contrastato dalla marcatura francese di Wendie Renard.
Più recentemente, in occasione dei Giochi della XXXIII Olimpiade tenutisi a Parigi nel 2024, il Parco dei Principi è stato una delle sedi dei tornei di calcio, di entrambi i quali ha ospitato le finali: quella maschile ha visto la selezione olimpica della Spagna prevalere 5-3 sui padroni di casa della Francia, mentre nel torneo femminile gli Stati Uniti hanno prevalso sul Brasile per 1-0.
A seguire, stando l'utilizzo dello Stade de France anche quale sede dei successivi Giochi paralimpici, è tornato ospitare anche calcio internazionale maschile a livello maggiore: in occasione del primo turno di Nations League 2024-25, infatti, la Francia ha affrontato l'Italia venendone sconfitta 1-3, prima vittoria azzurra di sempre al Parco dei Principi.

## Caratteristiche
Il progetto di Roger Taillibert presenta pianta perfettamente ellittica, con l'asse maggiore dello stadio pari a 251,5 m e quello minore 191 m, per una superficie complessiva dell'edificio pari a circa 37700 m². Le opere cementizie furono realizzate da Bouygues Construction; l'altro costruttore parigino Boussiron fornì l'expertise nel cemento armato: il manufatto, infatti, aveva alcuni vincoli costruttivi, non potendo debordare dal perimetro riservatogli; dal punto di vista della struttura le gradinate sono sostenute da 50 cavalletti a portico, visibili dall'esterno, di cemento precompresso di altezza variabile da 34,3 m a 24,9 m e di larghezza variabile da 45,6 m a 32,5 m (i più alti e i più larghi alle estremità degli assi inferiori e i più bassi e piccoli in corrispondenza degli angoli del terreno di gioco). Tallibert ottenne l'interramento del boulevard che passa in parte sotto il perimetro dello stadio.
Una novità assoluta fu la rinuncia ai tralicci di illuminazione per integrare i proiettori nel bordo interno della tettoia di 17000 m² a copertura di ogni ordine di posto: si trattava infatti del primo impianto sportivo d'Europa ad adottare una soluzione del genere. Per la realizzazione dello stadio occorsero quasi trenta mesi di lavoro (più del doppio dei dodici previsti), e il prezzo lievitò del 100%, dai circa 75 ai 150 milioni di franchi francesi dell'epoca (circa 23000000 € nominali). I maggiori tempi e costi derivarono dalla necessità di costruire la struttura di supporto che permette allo stadio di essere sospeso sulla circonvallazione che lo sottopassa: per costruire il tunnel sotto l'impianto furono necessari 77000 m³ di cemento e 7000 t d'acciaio.
In ragione della perfetta ellitticità dell'impianto, le tribune e le curve sono simmetriche. Lo stadio è orientato in direzione nordest - sudovest: le curve a nord e a sud sono chiamate rispettivamente Auteil e Boulogne; la tribuna sotto cui passa il boulevard di circonvallazione si chiama Paris, e quella principale si chiama Présidentielle-Francis Borelli.
Lo stadio ha anche una struttura idonea per accogliere concerti musicali: a titolo esemplificativo e non esaustivo, tra il 1988 e il 2010, anno delle più recenti esibizioni ivi tenutesi, si sono avvicendati artisti e gruppi del livello di Michael Jackson (Bad World Tour, giugno 1988), i Rolling Stones (Steel Wheels/Urban Jungle Tour, giugno 1990), gli U2 (PopMart Tour, settembre 1997), i Red Hot Chili Peppers (Roll on the Red Tour, 2004), gli Iron Maiden (Eddie Rips Up the World Tour, giugno 2005) e altri. Il terreno di gioco dello stadio e delle sue pertinenze accessorie per allenamenti, la cui cura è affidata dal 2013 a Jonathan Calderwood, già agronomo dell'inglese Aston Villa, è realizzato in erba ibrida GrassMaster, soluzione costata circa 600000 € nel 2018.

## Incontri internazionali di rilievo

### Calcio
| Arbitro: | Vojtech Christov |

|                           |           |  |
| Platini 57’ Bellone 90+1’ | Marcatori |  |

| Arbitro: | Epifanio González |

|            |           |                          |
| Zenden 21’ | Marcatori | 13’ Prosinečki 35’ Šuker |

| Arbitro: | Kateryna Monzul’ |

|            |           |                 |
| Renard 81’ | Marcatori | 5’, 65’ Rapinoe |

| Arbitro: | Ramon Abatti |

|                                              |           |                                               |
| Millot 11’ Akliouche 79’ Matete 90+3’ (rig.) | Marcatori | 18’, 25’ López 28’ Baena 100’, 120+1’ Camello |

| Arbitro: | Tess Olofsson |

|  |           |             |
|  | Marcatori | Swanson 57’ |

| Arbitro: | Sandro Schärer |

|            |           |                                        |
| Barcola 1’ | Marcatori | 30’ Dimarco 51’ Frattesi 74’ Raspadori |

### Rugby a 13
| Arbitro: | Mick Naughton |

|             |      |        |
| Fulton Ward | mt   | Wilson |
| Branighan   | tr   | Wilson |
| Fulton      | drop |        |

### Rugby a 15
| Arbitro: | David Bishop |

|                  |      |                              |
| Lafond 51’       | mt   | 19’ R. Underwood 80’ Carling |
|                  | tr   | 80’ Webb                     |
| Lacroix 16’, 22’ | c.p. | 6’, 9’, 75’ Webb             |

| Arbitro: | Paul Honiss |

|                |      |                                                                 |
| Poitrenaud 67’ | mt   | 28’, 77’ F. Contepomi 31’ Hasan 54’ Martín Aramburú 65’ Corleto |
| Beauxis 67’    | tr   | 28’, 31’, 65’ F. Contepomi                                      |
| Élissalde 18’  | c.p. | 20’ F. Contepomi                                                |